# 参議院議員通常選挙
参議院議員通常選挙（さんぎいんぎいんつうじょうせんきょ）とは、日本の選挙である。日本の国会議員のうち上院である参議院議員の半数を3年ごとに選出する（日本国憲法第46条）。

略称は「通常選挙」、「参議院議員選挙」、「参院選」（さんいんせん＝通称）。
1947年（昭和22年）4月の第1回参院選以来3年ごと、西暦で3の倍数年（寅年、巳年、申年、亥年）に行われる。
1956年（昭和31年）以降は、6月または7月に投票日が設定されている（1986年以降は7月）。
なお本選挙は6年間の任期満了による3年ごとの選挙のみを指し、これ以外の再選挙や補欠選挙は「通常選挙」には含まれない。

## 概要
参議院も衆議院と同様に全国民を代表する選挙された議員で組織される（日本国憲法第43条1項）。
通常、参議院議員通常選挙は任期満了の日の前30日以内に行われる（公職選挙法第32条第1項）。しかし通常選挙を行うべき期間が参議院開会中または参議院閉会の日から23日以内にかかる場合、参議院閉会の日から24日以後30日以内に行う（公職選挙法第32条第2項）ため、任期満了後に行われる場合もある。
参議院議員通常選挙は全国規模の国政選挙ではあるが、総議員を一斉に選出するわけではなく半数改選であるから「総選挙」とは呼ばず、公職選挙法32条では3年ごとの参議院議員選挙を「通常選挙」と呼んでいる（ただし、国会議員の選挙の公示について定めた日本国憲法第7条4号では「総選挙」について、「国会議員の総選挙の施行を公示すること」と規定しており、衆参問わず各議院の国会議員を選出する基本的な選挙の公示を天皇の国事行為として定めた趣旨であると解されることから、憲法7条4号の「総選挙」には参議院議員通常選挙が含まれる、と解するのが通説である）。選挙対象の参議院議員のことを改選議員、選挙対象外の参議院議員を非改選議員と呼ぶ。公職選挙法により、参議院議員通常選挙の期日は少なくとも17日前に公示しなければならないとされている（公職選挙法第32条第3項）。
選挙は投票により行う（公職選挙法第35条）。参議院議員の選挙においては選挙区選出議員及び比例代表選出議員ごとに一人一票を投票する（公職選挙法第36条）。参議院議員通常選挙の選挙事務の管理については特別の定めがある場合を除くほか、選挙区選出議員の選挙については都道府県の選挙管理委員会が管理し比例代表選出議員の選挙については中央選挙管理会が管理する（公職選挙法第5条）。選挙権・被選挙権・選挙方式の詳細については次節以下参照。
参議院議員通常選挙が行われている時期に、衆議院が解散されて衆議院議員総選挙が行われることになった場合は、衆議院選挙と参議院選挙の両方の選挙を同時に行う（衆参同日選挙）。 また、3月16日からの国会会期中に衆議院議員の欠員が生じた場合も、補欠選挙を同時に行う。
選挙された参議院議員の任期は6年である（日本国憲法第46条前段）。参議院議員の任期は前の通常選挙による参議院議員の任期満了の日の翌日から起算する（公職選挙法第257条本文）。ただし、通常選挙が前の通常選挙による参議院議員の任期満了の日の翌日後に行われたときは通常選挙の期日から起算する（公職選挙法第257条但書）。 
参議院議員通常選挙が行われたときは、その任期が始まる日から30日以内に臨時会（臨時国会）を召集しなければならない（国会法第2条の3第2項本文）。ただしその期間内に常会（通常国会）や特別会（特別国会）が召集された場合、またはその期間が任期満了による衆議院議員総選挙を行うべき期間にかかる場合はこの限りでない（国会法第2条の3第2項但書）。
参議院は解散がないためその時の社会情勢で結果が決まるといわれている。実際に89年のリクルート事件・消費税、2007年は年金問題で自民は惨敗した。また2010年も普天間・消費税のみならず宮崎県の口蹄疫が結果に影響した。

## 選挙権及び被選挙権
参議院議員及びその選挙人の資格は法律（具体的には公職選挙法等）で定められる（日本国憲法第44条本文）。

### 選挙権
- 日本国民で年齢満18年以上の者は、参議院議員の選挙権を有する（公職選挙法第9条第1項）。
  - 2015年6月に改正公職選挙法が成立し、2016年6月から選挙権年齢は20歳以上から18歳以上に引き下げられた（18歳選挙権）[2]。
- 例外的に選挙権を有しない者については、公職選挙法第11条第1項・第252条、政治資金規正法第28条に規定がある。

### 被選挙権
- 日本国民で年齢満30年以上の者は参議院議員の被選挙権を有する（公職選挙法第10条第1項柱書及び2第号）。
- 例外的に被選挙権を有しない者については公職選挙法第11条・第11条の2・第252条、政治資金規正法第28条に規定がある。

## 選挙方式
- 議員定数・選挙区・投票の方法など参議院議員通常選挙に関する事項は法律（公職選挙法等）によって定められる（日本国憲法第43条2項・第47条）。
- 議員定数は248人であり、その内訳は選挙区148議席と比例代表100議席である（公職選挙法第4条第2項）。なお半数改選であり（日本国憲法第46条）、改選数124人の内訳は選挙区74議席と比例代表50議席である。選挙区は原則として各都道府県に1つ置かれる。比例代表は全国統一で行う（この点で全国11ブロックからなる衆議院議員総選挙の比例代表制とは異なる）。
- 比例代表選出選挙に立候補する政党・政治団体は以下のいずれかの規定を満たす必要がある。
  1. 当該政党・政治団体に所属する衆議院議員・参議院議員が5名以上有すること。
  2. 直近に行われた衆議院議員総選挙の小選挙区または比例代表選出議員の選挙、あるいは参議院議員通常選挙における選挙区または比例代表選出議員の選挙で当該政党・政治団体の得票総数が当該選挙の有効投票総数の2%以上であること。
  3. 当該参議院議員通常選挙において、当該政党・政治団体の候補者が10名以上有すること。
- 選挙区と比例代表との重複立候補制度は採用されていない。

### 選挙区制
2022年現在の定数：148人
- 選挙人は候補者の氏名1名を自書して投票する。
- 当選人は最多数の得票を得た者から、順にその通常選挙で選出する議員数に達するまで当選する。ただし、有効投票の総数に定数を除した数の六分の一以上の得票が必要である（法定得票）。

| 改選数 | 選挙区数 | 選挙区 |
| ------ | -------- | --- |
| 6人    | 1選挙区  | 東京都 |
| 4人    | 4選挙区  | 埼玉県、神奈川県、愛知県、大阪府 |
| 3人    | 4選挙区  | 北海道、千葉県、兵庫県、福岡県 |
| 2人    | 4選挙区  | 茨城県、静岡県、京都府、広島県 |
| 1人    | 32選挙区 | 青森県、岩手県、宮城県、秋田県、山形県、福島県、栃木県、群馬県、山梨県、新潟県 富山県、石川県、福井県、長野県、岐阜県、三重県、滋賀県、奈良県、和歌山県 鳥取県・島根県、岡山県、山口県、徳島県・高知県、香川県、愛媛県、佐賀県、長崎県 熊本県、大分県、宮崎県、鹿児島県、沖縄県 |

| 令和元年の第25回選挙および令和4年の第26回選挙における改選数 |
| --- |
| リンクをクリックすると、各都道府県選挙区の記事に移動する。太字は2人以上の選挙区。 |
| 北海道 3 青森 1 岩手 1 宮城 1 秋田 1 山形 1 福島 1 茨城 2 栃木 1 群馬 1 埼玉 4 千葉 3 東京 6 神奈川 4 新潟 1 富山 1 石川 1 福井 1 山梨 1 長野 1 岐阜 1 静岡 2 愛知 4 三重 1 滋賀 1 京都 2 大阪 4 兵庫 3 奈良 1 和歌山 1 鳥取・島根 1 岡山 1 広島 2 山口 1 徳島・高知 1 香川 1 愛媛 1 福岡 3 佐賀 1 長崎 1 熊本 1 大分 1 宮崎 1 鹿児島 1 沖縄 1 |

#### 有権者数の比較
| 選挙区               | 定数 | 登録者数     | 一票の格差 （福井県選挙区との比較） |
| -------------------- | ---- | ------------ | ----------------------------------- |
| 北海道選挙区         | 6人  | 4,381,196人  | 2.345                               |
| 青森県選挙区         | 2人  | 1,038,137人  | 1.667                               |
| 岩手県選挙区         | 2人  | 1,003,106人  | 1.611                               |
| 宮城県選挙区         | 2人  | 1,902,055人  | 3.055                               |
| 秋田県選挙区         | 2人  | 805,838人    | 1.294                               |
| 山形県選挙区         | 2人  | 874,904人    | 1.405                               |
| 福島県選挙区         | 2人  | 1,527,122人  | 2.453                               |
| 茨城県選挙区         | 4人  | 2,382,943人  | 1.913                               |
| 栃木県選挙区         | 2人  | 1,601,277人  | 2.572                               |
| 群馬県選挙区         | 2人  | 1,585,435人  | 2.546                               |
| 埼玉県選挙区         | 8人  | 6,153,326人  | 2.471                               |
| 千葉県選挙区         | 6人  | 5,270,471人  | 2.821                               |
| 神奈川県選挙区       | 8人  | 7,727,064人  | 3.102                               |
| 山梨県選挙区         | 2人  | 675,776人    | 1.085                               |
| 東京都選挙区         | 12人 | 11,578,559人 | 3.099                               |
| 新潟県選挙区         | 2人  | 1,821,148人  | 2.925                               |
| 富山県選挙区         | 2人  | 858,949人    | 1.379                               |
| 石川県選挙区         | 2人  | 927,333人    | 1.489                               |
| 福井県選挙区         | 2人  | 622,678人    | 1.000                               |
| 長野県選挙区         | 2人  | 1,698,127人  | 2.727                               |
| 岐阜県選挙区         | 2人  | 1,619,121人  | 2.6                                 |
| 静岡県選挙区         | 4人  | 2,991,684人  | 2.402                               |
| 愛知県選挙区         | 8人  | 6,094,087人  | 2.447                               |
| 三重県選挙区         | 2人  | 1,447,187人  | 2.324                               |
| 滋賀県選挙区         | 2人  | 1,149,016人  | 1.845                               |
| 京都府選挙区         | 4人  | 2,070,821人  | 1.663                               |
| 大阪府選挙区         | 8人  | 7,284,430人  | 2.925                               |
| 兵庫県選挙区         | 6人  | 4,511,400人  | 2.415                               |
| 奈良県選挙区         | 2人  | 1,112,987人  | 1.787                               |
| 和歌山県選挙区       | 2人  | 776,658人    | 1.247                               |
| 鳥取県・島根県選挙区 | 2人  | 995,321人    | 1.598                               |
| 岡山県選挙区         | 2人  | 1,537,237人  | 2.469                               |
| 広島県選挙区         | 4人  | 2,278,576人  | 1.83                                |
| 山口県選挙区         | 2人  | 1,106,235人  | 1.777                               |
| 徳島県・高知県選挙区 | 2人  | 1,180,246人  | 1.895                               |
| 香川県選挙区         | 2人  | 792,895人    | 1.273                               |
| 愛媛県選挙区         | 2人  | 1,108,713人  | 1.781                               |
| 福岡県選挙区         | 6人  | 4,212,120人  | 2.255                               |
| 佐賀県選挙区         | 2人  | 661,758人    | 1.063                               |
| 長崎県選挙区         | 2人  | 1,080,159人  | 1.735                               |
| 熊本県選挙区         | 2人  | 1,429,157人  | 2.295                               |
| 大分県選挙区         | 2人  | 931,931人    | 1.497                               |
| 宮崎県選挙区         | 2人  | 879,418人    | 1.412                               |
| 鹿児島県選挙区       | 2人  | 1,305,505人  | 2.097                               |
| 沖縄県選挙区         | 2人  | 1,177,768人  | 1.891                               |

### 比例代表制
2022年現在の定数：100人
- 全都道府県を選挙区とする比例代表制を採用（公職選挙法第12条第2項）。
- 選挙人は、立候補した者1名の氏名を自書して投票する（個人票）か、1つの立候補した「参議院名簿届出政党等」の名称を自書して投票する（政党票）。
- 各々の「参議院名簿届出政党等」の当選人数は政党等ごとに各々の候補者の個人票と政党票とをすべて合算し、ドント式により決定される。
- 各々の「参議院名簿届出政党等」において誰が当選人であるかは、政党等ごとに各々の個人票の多寡の順位に応じて上記当選人数まで当選させるという方式で決定される（非拘束名簿方式）。なお、衆議院議員総選挙では拘束名簿方式の比例代表制が採用されており参議院議員通常選挙とは方式が異なる。
- 2019年7月の第25回参議院選挙から比例区の一部で1983年から1998年まで採用されていた拘束名簿式（厳正拘束名簿式）が「特定枠」として復活することになり、これによって比例区では拘束名簿式と非拘束名簿式の両方が混合することになる。

## 参議院議員通常選挙の沿革
1947年（昭和22年）
参議院議員選挙法（昭和22年法律第11号）公布。全国区制を採用。全国区：100人、地方区：150人の総定数250人。
1950年（昭和25年）
公職選挙法（昭和25年4月15日法律第100号）が施行される（参議院議員選挙法廃止）。
1970年（昭和45年）
沖縄返還に備えた沖縄住民の国政参加特別措置法制定により定数2増で総定数が252人。
1980年（昭和55年）
初の衆参同日選挙（第36回衆議院議員総選挙・第12回参議院議員通常選挙）。
1983年（昭和58年）
全国区制に代えて「全都道府県」を対象とする比例代表制を採用（厳正拘束名簿式）。
1992年（平成4年）
｢全都道府県｣が揃って、初めて即日開票された（第16回参議院議員通常選挙）。
1995年（平成7年）
参議院議員選挙として初の選挙区の定数是正で8増（宮城、埼玉、神奈川、岐阜各2人）8減（北海道4人、兵庫、福岡各2人）。
1996年（平成8年）
1992年（平成4年）の第16回参議院通常選挙の定数配分の最大格差1対6.59につき、最高裁が違憲の問題が生ずる程度の投票価値の著しい不平等状態にあったと判断（最大判平8・9・11民集50巻8号2283頁）。ただし、格差がこの程度に達した時から選挙までの間に国会が議員定数配分規定を是正する措置を講じなかったことをもってその立法裁量権の限界を超えるものと断定することはできないとして違憲とはしなかった。
1998年（平成10年）
投票時間の延長（不在者投票・期日前投票を含む）と、不在者投票・期日前投票の事由が緩和された（第14回参議院議員通常選挙）。
2001年（平成13年）
比例代表制を改定（非拘束名簿式）。選挙区で6減（岡山・熊本・鹿児島各2人）、比例区で4減で総定数242人に。
2007年（平成19年）
選挙区で4増（東京・千葉各2人）4減（栃木・群馬各2人）。
2012年（平成24年）
2010年（平成22年）の第16回参議院通常選挙の定数配分の最大格差1対5.00につき、最高裁が違憲の問題が生ずる程度の投票価値の著しい不平等状態にあったと判断。ただし、選挙までの間に国会が議員定数配分規定を是正する措置を講じなかったことをもってその国会の裁量権の限界を超えるものと断定することはできないとして違憲とはしなかった。
2013年（平成25年）
選挙区で4増（神奈川・大阪各2人）4減（福島・岐阜各2人）。選挙期間中のインターネット選挙運動が解禁された。
2015年（平成27年）
選挙権年齢を20歳以上から18歳以上に引き下げ。一部の高校生が投票できるようになった。
2016年（平成28年）
選挙区で10増（北海道・東京・愛知・兵庫・福岡各2人）10減（宮城・新潟・長野各2人、鳥取・島根と徳島・高知を合区し各2人）。初めて、参議院合同選挙区が導入された。
2019年（令和元年）
比例代表制を改定（従来の非拘束名簿式に拘束名簿式である特定枠を追加）。選挙区で2増（埼玉2人）、比例区で4増。
（注）一票の格差の判断について最高裁判例では
1. 著しい不平等状態の有無
2. その状態が相当期間継続しているかの可否

を判断基準とし、1に抵触している場合には「違憲状態」、1と2の双方に抵触していれば「違憲」として結論を導いており、違憲判決をとる場合には選挙の効力についてさらに判断を行う（議員定数訴訟における「違憲」や「違憲状態」については一票の格差も参照）。

## 参議院議員通常選挙の一覧
- ここで記載する改選数には、旧全国区等の通常選挙と合併して施行された補欠選挙による3年任期議員の数は含まれていない。
- 赤字は最高投票率、青字は最低投票率。

| 回     | 実施時内閣 | 投票日                    | 曜   | 投票率 | 定数 | 改選 | 任期満了日                | 比較第一党 | 議  | 席数/率 | 備考 |
| ------ | ---------- | ------------------------- | ---- | ------ | ---- | ---- | ------------------------- | ---------- | --- | ------- | --- |
| 第1回  | 吉田1      | 1947年（昭和22年）4月20日 | 日曜 | 61.12% | 250  | -    | 1953年（昭和28年）5月2日  | 日本社会党 | 47  | 18.80%  | 半数（下位当選者）は1950年（昭和25年）5月2日で任期満了 （日本国憲法第102条及びその関連法規による特例）                                        |
| 第2回  | 吉田3      | 1950年（昭和25年）6月4日  | 日曜 | 72.19% | 250  | 125  | 1956年（昭和31年）6月3日  | 自由党     | 76  | 30.40%  | 任期満了後の選挙 |
| 第3回  | 吉田4      | 1953年（昭和28年）4月24日 | 金曜 | 63.18% | 250  | 125  | 1959年（昭和34年）5月2日  | 自由党     | 93  | 37.20%  | |
| 第4回  | 鳩山一郎3  | 1956年（昭和31年）7月8日  | 日曜 | 62.11% | 250  | 125  | 1962年（昭和37年）7月7日  | 自由民主党 | 122 | 48.80%  | 任期満了後の選挙 |
| 第5回  | 岸2        | 1959年（昭和34年）6月2日  | 火曜 | 58.75% | 250  | 125  | 1965年（昭和40年）6月1日  | 自由民主党 | 132 | 52.80%  | 任期満了後の選挙 |
| 第6回  | 池田2      | 1962年（昭和37年）7月1日  | 日曜 | 68.22% | 250  | 125  | 1968年（昭和43年）7月7日  | 自由民主党 | 142 | 56.80%  | |
| 第7回  | 佐藤1      | 1965年（昭和40年）7月4日  | 日曜 | 67.02% | 250  | 125  | 1971年（昭和46年）7月3日  | 自由民主党 | 140 | 55.77%  | 任期満了後の選挙 |
| 第8回  | 佐藤2      | 1968年（昭和43年）7月7日  | 日曜 | 68.94% | 250  | 125  | 1974年（昭和49年）7月7日  | 自由民主党 | 142 | 54.80%  | 沖縄住民の国政参加特別措置法により、沖縄返還の2年前の1970年11月15日に施行された 沖縄県の国政参加選挙での2人選出により250人から252人に定数増。 |
| 第9回  | 佐藤3      | 1971年（昭和46年）6月27日 | 日曜 | 59.24% | 252  | 126  | 1977年（昭和52年）7月3日  | 自由民主党 | 131 | 52.61%  | |
| 第10回 | 田中角栄2  | 1974年（昭和49年）7月7日  | 日曜 | 73.20% | 252  | 126  | 1980年（昭和55年）7月7日  | 自由民主党 | 126 | 50.40%  | |
| 第11回 | 福田赳夫   | 1977年（昭和52年）7月10日 | 日曜 | 68.49% | 252  | 126  | 1983年（昭和58年）7月9日  | 自由民主党 | 124 | 49.79%  | 任期満了後の選挙 |
| 第12回 | 大平2      | 1980年（昭和55年）6月22日 | 日曜 | 74.54% | 252  | 126  | 1986年（昭和61年）7月7日  | 自由民主党 | 135 | 54.00%  | 衆参同日選挙（第36回衆議院議員総選挙） |
| 第13回 | 中曽根1    | 1983年（昭和58年）6月26日 | 日曜 | 57.00% | 252  | 126  | 1989年（平成元年）7月9日  | 自由民主党 | 137 | 54.36%  | この回から全国区から比例代表制 （1998年までは政党名を記述）                                                                                   |
| 第14回 | 中曽根2改2 | 1986年（昭和61年）7月6日  | 日曜 | 71.36% | 252  | 126  | 1992年（平成4年）7月7日   | 自由民主党 | 143 | 56.74%  | 昭和最後。衆参同日選挙（第38回衆議院議員総選挙）                                                                                              |
| 第15回 | 宇野       | 1989年（平成元年）7月23日 | 日曜 | 65.02% | 252  | 126  | 1995年（平成7年）7月22日  | 自由民主党 | 109 | 43.25%  | 平成最初。任期満了後の選挙 |
| 第16回 | 宮澤       | 1992年（平成4年）7月26日  | 日曜 | 50.72% | 252  | 126  | 1998年（平成10年）7月25日 | 自由民主党 | 107 | 42.46%  | 任期満了後の選挙 |
| 第17回 | 村山       | 1995年（平成7年）7月23日  | 日曜 | 44.52% | 252  | 126  | 2001年（平成13年）7月22日 | 自由民主党 | 111 | 44.04%  | 任期満了翌日の選挙 |
| 第18回 | 橋本2改    | 1998年（平成10年）7月12日 | 日曜 | 58.84% | 252  | 126  | 2004年（平成16年）7月25日 | 自由民主党 | 103 | 40.87%  | |
| 第19回 | 小泉1      | 2001年（平成13年）7月29日 | 日曜 | 56.44% | 247  | 121  | 2007年（平成19年）7月28日 | 自由民主党 | 111 | 44.93%  | 任期満了後の選挙。 この回から比例は「非拘束名簿」（政党名又は個人名記述可能）導入。                                                           |
| 第20回 | 小泉2      | 2004年（平成16年）7月11日 | 日曜 | 56.57% | 242  | 121  | 2010年（平成22年）7月25日 | 自由民主党 | 115 | 47.52%  | |
| 第21回 | 安倍1      | 2007年（平成19年）7月29日 | 日曜 | 58.64% | 242  | 121  | 2013年（平成25年）7月28日 | 民主党     | 109 | 45.04%  | 任期満了翌日の選挙。 |
| 第22回 | 菅直人     | 2010年（平成22年）7月11日 | 日曜 | 57.92% | 242  | 121  | 2016年（平成28年）7月25日 | 民主党     | 106 | 43.80%  | |
| 第23回 | 安倍2      | 2013年（平成25年）7月21日 | 日曜 | 52.61% | 242  | 121  | 2019年（令和元年）7月28日 | 自由民主党 | 115 | 47.52%  | |
| 第24回 | 安倍3改1   | 2016年（平成28年）7月10日 | 日曜 | 54.70% | 242  | 121  | 2022年（令和4年）7月25日  | 自由民主党 | 121 | 50.00%  | 平成最後。この回以降、公職選挙法改正で選挙権が18歳以上に引き下げ。 鳥取県・島根県と徳島県・高知県が合区となる。                               |
| 第25回 | 安倍4改1   | 2019年（令和元年）7月21日 | 日曜 | 48.80% | 245  | 124  | 2025年（令和7年）7月28日  | 自由民主党 | 113 | 46.12%  | 令和最初。 |
| 第26回 | 岸田2      | 2022年（令和4年）7月10日  | 日曜 | 52.05% | 248  | 124  | 2028年（令和10年）7月25日 | 自由民主党 | 119 | 47.98%  | 投開票日2日前の7月8日に安倍晋三元首相銃撃事件が発生し、 多くの与野党が活動を一時中止することとなった。                                        |
| 第27回 | 石破2      | 2025年（令和7年）7月20日  | 日曜 | 58.51% | 248  | 124  | 2031年（令和10年）7月28日 | 自由民主党 | 101 | 40.72%  | |

## 当選回数
- 人名の太字は、現職議員。

| 人名       | 当選 回数 | 初当選 | 最終当選 | 備考                                           |
| ---------- | --------- | ------ | -------- | ---------------------------------------------- |
| 山東昭子   | 8回       | 第10回 | 第25回   | 第16回は落選のち繰り上げ当選。第18回は不出馬。 |
| 新谷寅三郎 | 7回       | 第1回  | 第12回   | 第1回は任期3年。                               |
| 秋山長造   | 7回       | 第3回  | 第13回   | 第5回補欠選挙の当選も含む。                    |
| 中曽根弘文 | 7回       | 第14回 | 第26回   |                                                |
| 郡祐一     | 6回       | 第2回  | 第11回   | 第10回は落選。第9回補欠選挙の当選も含む。      |
| 安井謙     | 6回       | 第2回  | 第12回   |                                                |
| 瀬谷英行   | 6回       | 第6回  | 第16回   |                                                |
| 田英夫     | 6回       | 第9回  | 第19回   | 第19回は落選のち繰り上げ当選。                 |
| 斎藤十朗   | 6回       | 第8回  | 第18回   | 第8回は補欠選挙で当選。                        |
| 尾辻秀久   | 6回       | 第15回 | 第25回   |                                                |
| 山崎正昭   | 6回       | 第16回 | 第26回   |                                                |
| 橋本聖子   | 6回       | 第17回 | 第27回   |                                                |